# Arrondissement de Périgueux

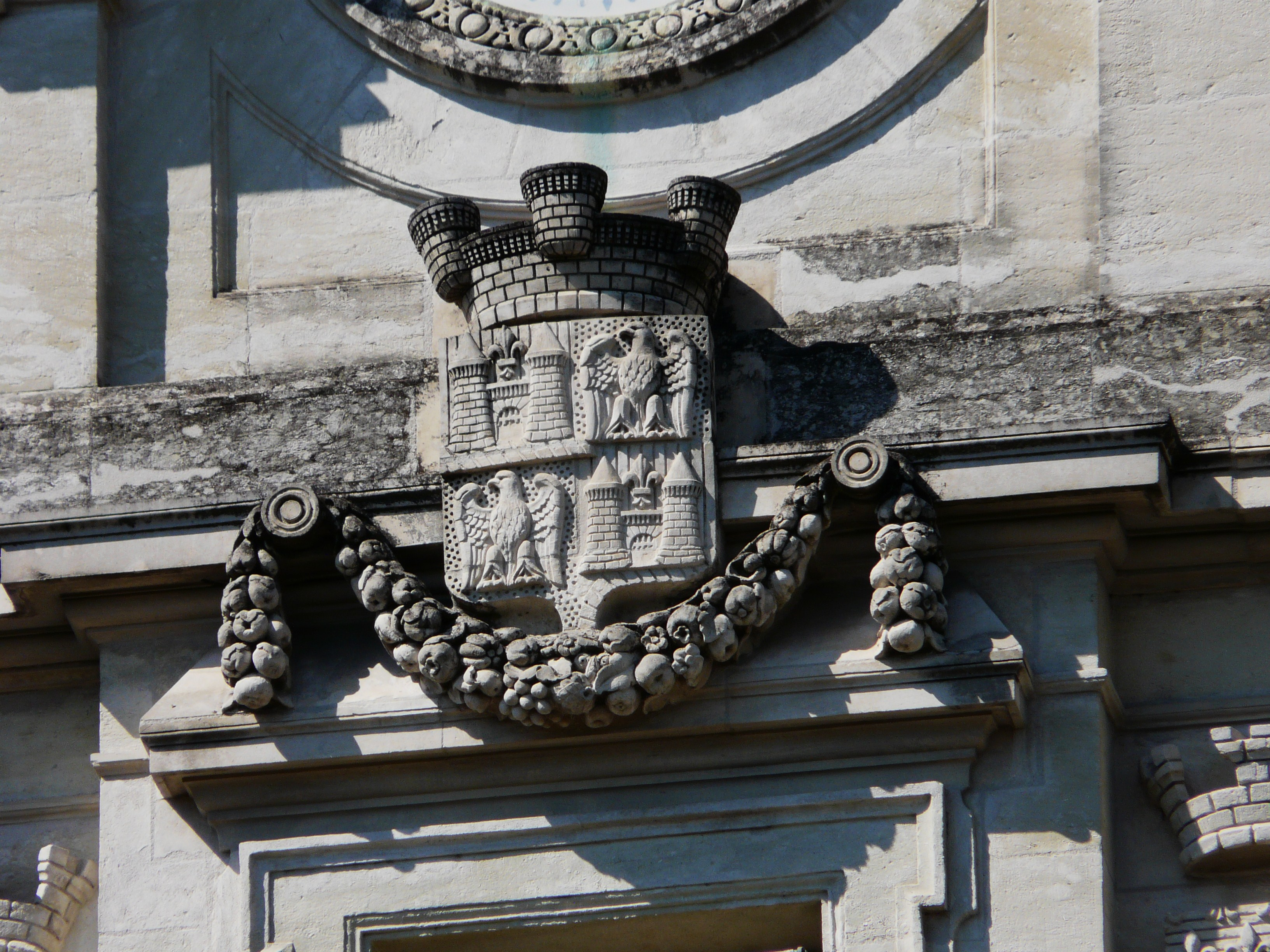
Sur la façade de la Préfecture de la Dordogne, blason de l'arrondissement de Périgueux.

L'arrondissement de Périgueux est une division administrative française, située dans le département de la Dordogne, en région Nouvelle-Aquitaine.

## Historique
L'arrondissement de Périgueux est l'un des cinq arrondissements de la Dordogne créés en 1800, en même temps que les autres arrondissements français. Le 10 septembre 1926, il s'élargit avec l'ajout des sept cantons de l'arrondissement de Ribérac qui est supprimé.
En janvier 2016, onze anciennes communes fusionnent en cinq nouvelles (Boulazac Isle Manoire, Brantôme en Périgord, Parcoul-Chenaud, Saint Aulaye-Puymangou, et Sorges et Ligueux en Périgord).

## Géographie
Occupant l'ouest et la partie centrale du département, l'arrondissement de Périgueux correspond au Ribéracois, à la Double, au Périgord blanc et au Périgord central. Il est irrigué par la partie aval de l'Auvézère, de la Lizonne, de la Dronne et de l'Isle.
Outre Périgueux, la préfecture, les principaux centres urbains sont Montpon-Ménestérol, Mussidan, Ribérac et Saint-Astier.
Avec 36,8 % de la superficie du département et 45,5 % de sa population (au recensement de 2014), l'arrondissement de Périgueux était, avant 2017, le plus étendu et le plus peuplé de la Dordogne.
Dans ses limites de 2017, il occupe un territoire plus restreint de 2 869,3 km2, soit 31,7 % de la superficie du département, et 41,5 % de sa population (au recensement de 2022). Il reste toujours le plus étendu et le plus peuplé du département.

## Composition

### Composition de 1926 à 1973
Le 10 septembre 1926, l'arrondissement de Ribérac est supprimé et ses sept cantons sont rattachés à l'arrondissement de Périgueux qui se compose alors de seize cantons :
- canton de Brantôme ;
- canton d'Excideuil ;
- canton de Hautefort
- canton de Montagrier[2] ;
- canton de Montpon-Ménestérol[2] ;
- canton de Mussidan[2] ;
- canton de Neuvic[2] ;
- canton de Périgueux ;
- canton de Ribérac[2] ;
- canton de Saint-Astier ;
- canton de Saint-Aulaye[2] ;
- canton de Saint-Pierre-de-Chignac ;
- canton de Savignac-les-Églises ;
- canton de Thenon ;
- canton de Vergt ;
- canton de Verteillac[2].

### Composition de 1973 à 2015

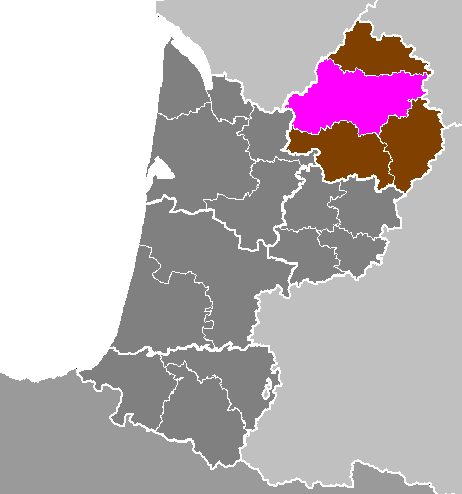
Localisation en Aquitaine de l'arrondissement de Périgueux.

Situation avant 2017 de l'arrondissement dans le département de la Dordogne.

En 1973, après la scission du canton de Périgueux en trois, l'arrondissement se compose (en 2015) de 196 communes réparties sur de dix-huit cantons : 
- canton de Brantôme ;
- canton d'Excideuil ;
- canton de Hautefort
- canton de Montagrier[2] ;
- canton de Montpon-Ménestérol[2] ;
- canton de Mussidan[2] ;
- canton de Neuvic[2] ;
- canton de Périgueux-Centre ;
- canton de Périgueux-Nord-Est ;
- canton de Périgueux-Ouest ;
- canton de Ribérac[2] ;
- canton de Saint-Astier ;
- canton de Saint-Aulaye[2] ;
- canton de Saint-Pierre-de-Chignac ;
- canton de Savignac-les-Églises ;
- canton de Thenon ;
- canton de Vergt ;
- canton de Verteillac[2].

### Composition de 2015 à 2016
Contrairement à l'ancien découpage où chaque canton était inclus à l'intérieur d'un seul arrondissement, le nouveau découpage territorial de 2014/2015 s'affranchit des limites des arrondissements. Certains cantons peuvent être composés de communes appartenant à des arrondissements différents. Dans l'arrondissement de Périgueux, c'est le cas pour sept cantons dont les communes sont partagées avec les trois autres arrondissements. Au total, l'arrondissement de Périgueux est donc composé de sept cantons entiers et sept cantons partiels (Brantôme, Haut-Périgord Noir, Isle-Loue-Auvézère, Montpon-Ménestérol, Périgord central, Thiviers et Vallée de l'Isle).
Le tableau suivant présente la répartition des cantons et de leurs communes par arrondissement :
| N° | Canton               | Bergerac | Nontron | Périgueux          | Sarlat-la-Canéda |
| -- | -------------------- | -------- | ------- | ------------------ | ---------------- |
| 3  | Brantôme             |          | 23      | 19                 |                  |
| 4  | Coulounieix-Chamiers |          |         | 4                  |                  |
| 5  | Haut-Périgord Noir   |          |         | 26                 | 8                |
| 6  | Isle-Loue-Auvézère   |          | 9       | 22                 |                  |
| 7  | Isle-Manoire         |          |         | 12                 |                  |
| 9  | Montpon-Ménestérol   | 1        |         | 18                 |                  |
| 12 | Périgord central     | 22       |         | 16                 |                  |
| 14 | Périgueux-1          |          |         | Fraction Périgueux |                  |
| 15 | Périgueux-2          |          |         | Fraction Périgueux |                  |
| 16 | Ribérac              |          |         | 35                 |                  |
| 17 | Saint-Astier         |          |         | 11                 |                  |
| 21 | Thiviers             |          | 20      | 4                  |                  |
| 22 | Trélissac            |          |         | 8                  |                  |
| 24 | Vallée de l'Isle     | 1        |         | 20                 |                  |
|    |                      |          |         | 196                |                  |

Au 1er janvier 2016, le nombre de communes descend à 190 avec la création des communes nouvelles de Boulazac Isle Manoire, Brantôme en Périgord, Parcoul-Chenaud, Saint Aulaye-Puymangou, et Sorges et Ligueux en Périgord, en remplacement de onze anciennes communes.

### Composition depuis 2017
Au 1er janvier 2017, une réorganisation des arrondissements est effectuée, pour mieux intégrer les récentes modifications des intercommunalités et faire coïncider les arrondissements aux circonscriptions électorales :
- 28 communes passent de Périgueux vers Nontron : Anlhiac, Biras, Bourdeilles, Brantôme en Périgord, Brouchaud, Bussac, Cherveix-Cubas, Clermont-d'Excideuil, Coulaures, Cubjac-Auvézère-Val d'Ans, Excideuil, Eyvirat, Génis, Mayac, Négrondes, Preyssac-d'Excideuil, Saint-Front-d'Alemps, Saint-Germain-des-Prés, Saint-Jory-las-Bloux, Saint-Martial-d'Albarède, Saint-Médard-d'Excideuil, Saint-Mesmin, Saint-Pantaly-d'Excideuil, Saint-Raphaël, Saint-Vincent-sur-l'Isle, Salagnac, Sencenac-Puy-de-Fourches et Valeuil ;
- 22 communes passent de Périgueux vers Sarlat-la-Canéda : Ajat, Azerat, Badefols-d'Ans, Bars, Boisseuilh, Chourgnac, Coubjours, Fossemagne, Gabillou, Granges-d'Ans, Hautefort, La Chapelle-Saint-Jean, Limeyrat, Montagnac-d'Auberoche, Nailhac, Sainte-Eulalie-d'Ans, Sainte-Orse, Sainte-Trie, Teillots, Temple-Laguyon, Thenon et Tourtoirac ;
- 21 communes passent de Bergerac vers Périgueux : Beauregard-et-Bassac, Beleymas, Campsegret, Clermont-de-Beauregard, Douville, Église-Neuve-d'Issac, Issac, Laveyssière, Les Lèches, Maurens, Montagnac-la-Crempse, Moulin-Neuf, Paunat, Saint-Georges-de-Montclard, Saint-Hilaire-d'Estissac, Saint-Jean-d'Estissac, Saint-Jean-d'Eyraud, Saint-Julien-de-Crempse, Saint-Martin-des-Combes, Val de Louyre et Caudeau et Villamblard[3],[4].

Au 1er janvier 2025, l'arrondissement groupe les 143 communes suivantes :
1. Agonac
2. Allemans
3. Annesse-et-Beaulieu
4. Antonne-et-Trigonant
5. Bassillac et Auberoche
6. Beaupouyet
7. Beauregard-et-Bassac
8. Beauronne
9. Beleymas
10. Bertric-Burée
11. Boulazac Isle Manoire
12. Bourg-des-Maisons
13. Bourg-du-Bost
14. Bourgnac
15. Bourrou
16. Bouteilles-Saint-Sébastien
17. Campsegret
18. Celles
19. Chalagnac
20. Champagne-et-Fontaine
21. Champcevinel
22. Chancelade
23. Chantérac
24. Chapdeuil
25. La Chapelle-Gonaguet
26. La Chapelle-Grésignac
27. La Chapelle-Montabourlet
28. Chassaignes
29. Château-l'Évêque
30. Cherval
31. Clermont-de-Beauregard
32. Comberanche-et-Épeluche
33. Cornille
34. Coulounieix-Chamiers
35. Coursac
36. Coutures
37. Creyssac
38. Creyssensac-et-Pissot
39. Douchapt
40. Douville
41. La Douze
42. Douzillac
43. Échourgnac
44. Église-Neuve-de-Vergt
45. Église-Neuve-d'Issac
46. Escoire
47. Eygurande-et-Gardedeuil
48. Eyraud-Crempse-Maurens
49. Fouleix
50. Gout-Rossignol
51. Grand-Brassac
52. Grignols
53. Grun-Bordas
54. Issac
55. Jaure
56. La Jemaye-Ponteyraud
57. Lacropte
58. Les Lèches
59. Léguillac-de-l'Auche
60. Lisle
61. Lusignac
62. Manzac-sur-Vern
63. Marsac-sur-l'Isle
64. Ménesplet
65. Mensignac
66. Montagnac-la-Crempse
67. Montagrier
68. Montpon-Ménestérol
69. Montrem
70. Moulin-Neuf
71. Mussidan
72. Nanteuil-Auriac-de-Bourzac
73. Neuvic
74. Parcoul-Chenaud
75. Paunat
76. Paussac-et-Saint-Vivien
77. Périgueux
78. Petit-Bersac
79. Le Pizou
80. Razac-sur-l'Isle
81. Ribérac
82. La Roche-Chalais
83. Saint-Amand-de-Vergt
84. Saint-André-de-Double
85. Saint-Aquilin
86. Saint-Astier
87. Saint Aulaye-Puymangou
88. Saint-Barthélemy-de-Bellegarde
89. Saint-Crépin-d'Auberoche
90. Saint-Étienne-de-Puycorbier
91. Saint-Front-de-Pradoux
92. Saint-Georges-de-Montclard
93. Saint-Germain-du-Salembre
94. Saint-Geyrac
95. Saint-Hilaire-d'Estissac
96. Saint-Jean-d'Ataux
97. Saint-Jean-d'Estissac
98. Saint-Just
99. Saint-Laurent-des-Hommes
100. Saint-Léon-sur-l'Isle
101. Saint-Louis-en-l'Isle
102. Saint-Martial-d'Artenset
103. Saint-Martial-Viveyrol
104. Saint-Martin-de-Ribérac
105. Saint-Martin-des-Combes
106. Saint-Martin-l'Astier
107. Saint-Mayme-de-Péreyrol
108. Saint-Méard-de-Drône
109. Saint-Médard-de-Mussidan
110. Saint-Michel-de-Double
111. Saint-Michel-de-Villadeix
112. Saint-Pardoux-de-Drône
113. Saint-Paul-de-Serre
114. Saint-Paul-Lizonne
115. Saint-Pierre-de-Chignac
116. Saint Privat en Périgord
117. Saint-Sauveur-Lalande
118. Saint-Séverin-d'Estissac
119. Saint-Sulpice-de-Roumagnac
120. Saint-Victor
121. Saint-Vincent-de-Connezac
122. Saint-Vincent-Jalmoutiers
123. Salon
124. Sanilhac
125. Sarliac-sur-l'Isle
126. Savignac-les-Églises
127. Segonzac
128. Servanches
129. Siorac-de-Ribérac
130. Sorges et Ligueux en Périgord
131. Sourzac
132. Tocane-Saint-Apre
133. La Tour-Blanche-Cercles
134. Trélissac
135. Val de Louyre et Caudeau
136. Vallereuil
137. Vanxains
138. Vendoire
139. Vergt
140. Verteillac
141. Veyrines-de-Vergt
142. Villamblard
143. Villetoureix

Ces communes correspondent à l'ensemble de celles qui composent six intercommunalités : la communauté d'agglomération Le Grand Périgueux (43), la communauté de communes Isle et Crempse en Périgord (28), la communauté de communes Isle Double Landais (9), la communauté de communes Isle Vern Salembre en Périgord (16), la communauté de communes du Pays ribéracois (44), et la communauté de communes du Pays de Saint-Aulaye (6).
En 2020, le canton de Brantôme prend le nom de canton de Brantôme en Périgord.
Le tableau suivant présente la nouvelle répartition des cantons et de leurs communes par arrondissement :
| N° | Canton               | Bergerac     | Nontron | Périgueux                                      | Sarlat-la-Canéda |
| -- | -------------------- | ------------ | ------- | ---------------------------------------------- | ---------------- |
| 3  | Brantôme en Périgord |              | 22      | 11                                             |                  |
| 4  | Coulounieix-Chamiers |              |         | 4                                              |                  |
| 5  | Haut-Périgord Noir   |              |         | 4 communes déléguées de Bassillac et Auberoche | 30               |
| 6  | Isle-Loue-Auvézère   |              | 28      | 1 (Savignac-les-Églises)                       |                  |
| 7  | Isle-Manoire         |              |         | 7                                              |                  |
| 9  | Montpon-Ménestérol   |              |         | 15                                             |                  |
| 12 | Périgord central     | 1 (Trémolat) |         | 33                                             | 1 (Limeuil)      |
| 14 | Périgueux-1          |              |         | fraction Périgueux                             |                  |
| 15 | Périgueux-2          |              |         | fraction Périgueux                             |                  |
| 16 | Ribérac              |              |         | 33                                             |                  |
| 17 | Saint-Astier         |              |         | 11                                             |                  |
| 21 | Thiviers             |              | 22      | 1 (Sorges et Ligueux en Périgord)              |                  |
| 22 | Trélissac            |              |         | 8                                              |                  |
|    | Vallée de l'Isle     |              |         | 21                                             |                  |
|    |                      |              |         | 146                                            |                  |

## Administration
L'arrondissement est administré par le secrétaire général de la préfecture.
| Période         | Période              | Identité                                                | Fonction précédente                                                           | Observation |
| --------------- | -------------------- | ------------------------------------------------------- | ----------------------------------------------------------------------------- | --- |
| mai 1800        | juillet 1815 (décès) | Guillaume Delfau                                        |                                                                               | |
| août 1815       | septembre 1820       | Paul Émeric Cellérier                                   |                                                                               | |
| septembre 1820  | décembre 1826        | Jean Denoix-Campsegret                                  |                                                                               | Docteur en médecine Installé en octobre 1820                                                                                        |
| décembre 1826   | août 1830            | Jean-Baptiste Laves                                     | Conseiller de préfecture                                                      | |
| août 1830       | juin 1832            | Bernard Desvignes                                       |                                                                               | |
| juin 1832       | janvier 1835         | Godefroy Bondy de Geoffre de Lanxade                    |                                                                               | |
| janvier 1835    | novembre 1838        | Pierre Romain Gautier-Laguionie (ou Gaultier-Laguyonie) | Conseiller de préfecture                                                      | Nommé sous-préfet de Ribérac |
| décembre 1838   | août 1848            | Julien Mathet                                           |                                                                               | |
| août 1848       | novembre 1848        | Philippe Henri Escande                                  |                                                                               | |
| novembre 1848   | juillet 1849         | Jean Marie Eigenschenck                                 |                                                                               | |
| juillet 1849    | décembre 1849        | Jean Baptiste de Saint-Martin des Islets                | Conseiller de préfecture                                                      | Installé en août 1849 |
| décembre 1849   | novembre 1857        | Eugène Sauveur-de-Lachapelle                            | Conseiller de préfecture                                                      | |
| novembre 1857   | mai 1861             | Louis Vitalis                                           | Conseiller de préfecture                                                      | Nommé sous-préfet de Bourganeuf |
| mai 1861        | juin 1863            | Ernest Hyacinthe Beaussant                              | Conseiller de préfecture                                                      | Installé en juin 1861 |
| juin 1863       | octobre 1867         | Victor Eugène Legay                                     |                                                                               | Installé en novembre 1863 |
| octobre 1867    | novembre 1869        | Charles Joseph Augustin Delagneau                       |                                                                               | Installé en novembre 1867 Nommé secrétaire général du Calvados                                                                      |
| novembre 1869   | septembre 1870       | Louis Émile Bréhier                                     |                                                                               | Installé en décembre 1869 |
| septembre 1870  | octobre 1870         | Jean-Émile Roger                                        |                                                                               | |
| octobre 1870    | avril 1871           | Antoine Paul Moyrand,                                   | Conseiller de préfecture de la Dordogne                                       | |
| avril 1871      | 1872                 | Félix Marie François de Salles Boudet                   | Secrétaire général du Cantal                                                  | |
| septembre 1872  | mai 1873             | Antoine Simon Adolphe Poizat                            |                                                                               | Nommé sous-préfet de Chalon-sur-Saône                                                                                               |
| mai 1873        | 1876                 | Jean Baptiste Élie Corneilhan                           | Conseiller de préfecture de la Dordogne                                       | |
| mai 1876        | mai 1877             | Jean Gabriel (ou Numa) Debord-Laudonie                  | Conseiller de préfecture de la Dordogne                                       | |
| …               |                      |                                                         |                                                                               | |
| décembre 1877   | 1880                 | Jean Gabriel (ou Numa) Debord-Laudonie                  |                                                                               | |
| mars 1880       | 1884                 | Marie Alexandre Drouin                                  | Sous-préfet de Ribérac                                                        | Nommé secrétaire général du Rhône pour la police                                                                                    |
| juin 1884       | avril 1885           | Louis Marcellin Georges Richard,                        | Secrétaire général des Deux-Sèvres                                            | |
| avril 1885      | avril 1887           | Joseph Hippolyte Brû d'Esquille,                        |                                                                               | Installé en mai 1885 Nommé secrétaire général des Alpes-Maritimes                                                                   |
| avril 1887      | décembre 1891        | Émile Marien Alapetite,                                 | Secrétaire général de la Corse                                                | Nommé secrétaire général du Calvados en avril 1887 (non installé) Nommé secrétaire général de Meurthe-et-Moselle                    |
| décembre 1891   | juillet 1898         | Paul Auguste Armand Ducret,                             | Sous-préfet d'Issoire                                                         | Installé en janvier 1892 Nommé sous-préfet de Rochefort                                                                             |
| juillet 1898    | septembre 1902       | Jean Marie Charles Eugène Collin Delavaud-Dumonteil,    | Sous-préfet de Soissons                                                       | Installé en août 1898 Nommé sous-préfet de Bergerac                                                                                 |
| septembre 1902  | décembre 1905        | Jean Fernand Eyguière,                                  | Sous-préfet de Castres                                                        | Installé en octobre 1902 Retraité en décembre 1905                                                                                  |
| décembre 1905   | décembre 1907        | Ernest Bonnafous,                                       | Sous-préfet de Ribérac                                                        | Nommé sous-préfet de Paimbœuf |
| décembre 1907   | janvier 1916         | Eugène François Maurel,                                 | Sous-préfet de Florac                                                         | Installé en janvier 1908 Engagé volontaire et blessé à Verdun                                                                       |
| janvier 1916    | mars 1918            | Jean Raymond Fourcade,                                  | Sous-préfet de Sarlat                                                         | Nommé sous-préfet de Villeneuve-sur-Lot                                                                                             |
| mars 1918       | avril 1918           | Jean Marie Joseph Bütterlin,                            | Secrétaire général de Vaucluse (non installé)                                 | Nommé sous-préfet de Coutances |
| avril 1918      | février 1919         | Alexandre Benoît Joseph Angeli,                         | Secrétaire général de l'Ardèche                                               | Installé en mai 1918 Nommé sous-préfet d'Issoudun                                                                                   |
| mars 1919       | janvier 1929         | Jules Édouard Bargeaud,                                 | Sous-préfet de Saint-Sever                                                    | Retraité |
| août 1929       | mai 1933             | Roger Élie Edmond Dutruch                               | Rattaché à la préfecture de la Dordogne                                       | Nommé sous-préfet de Brive-la-Gaillarde                                                                                             |
| mai 1933        | septembre 1936       | Georges Henri Joseph Poulat,                            | Secrétaire général du Gers                                                    | Installé en juillet 1933 Nommé sous-préfet de Castres                                                                               |
| janvier 1937    | septembre 1939       | Henri Coullaud                                          |                                                                               | Mobilisé en septembre 1939 |
| septembre 1939  | septembre 1944       | Louis Feyfant,                                          | Chef de division                                                              | Délégué provisoire aux fonctions de maire de Périgueux en septembre 1944                                                            |
| …               |                      |                                                         |                                                                               | |
|                 | avril 1991           | Bernard Jouineau                                        |                                                                               | Nommé sous-préfet de Compiègne |
| avril 1991      | juillet 1992         | Michel Lafon                                            | Sous-préfet de Villefranche-de-Rouergue                                       | Placé en position de service détaché en juillet 1992                                                                                |
| août 1992       | décembre 1995        | Olivier du Cray                                         | Administrateur civil de 1re classe                                            | Nommé sous-préfet chargé de mission pour les affaires régionales auprès du préfet de la région Limousin, préfet de la Haute-Vienne  |
| décembre 1995   | août 2002            | Robert Saut                                             | Administrateur civil hors classe                                              | Nommé sous-préfet de Carpentras |
| août 2002       | février 2005         | Frédéric Benet-Chambellan                               | Sous-préfet chargé de mission pour l'arrondissement d'Évry                    | Nommé secrétaire général de la Vienne                                                                                               |
| février 2005    | juin 2007            | Philippe Court                                          | Ingénieur des ponts et chaussées                                              | |
| juillet 2007    | juillet 2009         | Sophie Brocas                                           | Administratrice civile                                                        | |
| août 2009       | juillet 2012         | Benoist Delage                                          | Sous-préfet d'Ussel                                                           | Nommé secrétaire général des Pyrénées-Atlantqiues                                                                                   |
| juillet 2012    | juin 2014            | Jean-Louis Amat                                         | Secrétaire général de la Charente                                             | Nommé directeur de cabinet du préfet de la région Rhône-Alpes, préfet de la zone de défense et de sécurité Sud-Est, préfet du Rhône |
| juin 2014       | janvier 2017         | Jean-Marc Bassaget                                      | Secrétaire général du Territoire de Belfort                                   | Nommé sous-préfet de Saint-Julien-en-Genevois                                                                                       |
| janvier 2017    | septembre 2019       | Laurent Simplicien                                      | Administrateur civil                                                          | Nommé secrétaire général de la Manche                                                                                               |
| septembre 2019, | avril 2022           | Martin Lesage                                           | Directeur de cabinet du préfet du Finistère                                   | Nommé secrétaire général des Pyrénées-Atlantiques                                                                                   |
| avril 2022,     | août 2025,           | Nicolas Dufaud                                          | Chef de cabinet du ministre de l'Économie                                     | Nommé sous-préfet de Cholet |
| août 2025,      | En cours             | Bertrand Ducros                                         | Directeur adjoint du cabinet du secrétaire général du ministre de l'Intérieur | |

## Démographie
En 2022, l'arrondissement comptait 177 003 habitants.
| 1968    | 1975    | 1982    | 1990    | 1999    | 2006    | 2011    | 2016    | 2021    |
| ------- | ------- | ------- | ------- | ------- | ------- | ------- | ------- | ------- |
| 162 207 | 164 239 | 167 586 | 171 912 | 173 821 | 181 182 | 187 651 | 175 309 | 175 870 |

| 2022    | - | - | - | - | - | - | - | - |
| ------- | - | - | - | - | - | - | - | - |
| 177 003 | - | - | - | - | - | - | - | - |